# Elecciones presidenciales de Polonia de 2015
Las elecciones presidenciales de Polonia de 2015 determinaron quién ejercerá la presidencia polaca para el período 2015-2020. Los comicios se efectuaron el 10 de mayo de 2015.
Dado que en la primera votación ningún partido obtuvo un 50% o más de los votos emitidos, se convocó una segunda vuelta en la que se presentarían los dos partidos más votados en la primera vuelta, los cuales obtuvieron alrededor de un 35% de votos cada uno, seguidos por el candidato independiente, Pawel Kukiz el cual obtuvo casi un 21% de los votos. Muy por detrás quedaron las siguientes fuerzas, de las cuales ninguna superaba el 3,5%.
La segunda votación tuvo lugar el 24 de mayo. En estas votaciones, los polacos solamente pudieron votar por el presidente saliente Komorowski o por el líder de Ley y Justicia, Andrzej Duda. Finalmente, el 25 de mayo se anunciaron los resultados, en donde Andrzej Duda se imponía por tan solo 51,55% de votos ante Komorowski, con 48,45%. A partir del 6 de junio, Andrzej Duda pasará a ser el sexto presidente de la República de Polonia después de ganar la elección presidencial más igualada de la historia del país.

## Sistema electoral
El sistema electoral polaco para sus elecciones presidenciales es el de voto directo al candidato elegido, independientemente de si se presenta por un partido o de forma independiente.
Para poder optar a ser un candidato a presidente de la República de Polonia han de cumplirse tres requisitos obligatorios únicamente:
- Ser un ciudadano polaco.
- Tener un mínimo de 35 años.
- Presentar 100 000 firmas que avalen la candidatura como votantes seguros.

Se deberán cumplir los tres requisitos por todos aquellos candidatos que se hayan registrado por el Comité Electoral de Polonia en la fecha determinada, que suele ser tres semanas antes del día de los comicios. Si alguno de los requisitos no se cumple en dicha fecha (normalmente que al candidato le falten firmas para las 100 000) no podrá ser un candidato votable en los comicios.

## Contexto
Polonia vive, como todos los países europeos miembros de la Unión Europea una ola de euro-escepticismo que en la política polaca es encabezada por el líder de la oposición Andrzej Duda, sucesor de Jarosław Kaczyński al frente del partido Ley y Justicia.
Sin embargo, los sondeos dan una victoria al jefe de Estado actual, Bronisław Komorowski, con un 56% de los votos. Aunque este todavía no ha anunciado si será el candidato definitivo del partido Plataforma Cívica o no. Aunque la crisis económica no ha sido especialmente dura en Polonia, lo que se suma en favor del partido del gobierno, la precipitada salida de Cezary Grabarczyk (ministro de justicia) ha desestabilizado la frágil estabilidad con la que contaba el partido poco antes de las elecciones desde la salida de Donald Tusk al Consejo Europeo.
Después del partido gubernamental, los que quedan con una representación relativa según los sondeos son la Alianza de la Izquierda Democrática, quienes también han renovado líder, siendo encabezados por la joven política Magdalena Ogórek que ha obtenido en los sondeos un 20%, el partido Ley y Justicia antes comentado con un 16%, y el Partido Liberal de Janusz Palikot con un 4%.

### Temas que han marcado la Campaña
Rusia
La confrontación con Rusia ante un posible expansionismo de esta, lo que afectaría directamente a Polonia, ha sido un discurso muy repetido por el candidato Bronisław Komorowski, desde antes incluso de que llegase a la presidencia tras las elecciones de 2010.
El tema de Ucrania ha hecho tener esta posible confrontación mucho más presente, lo que ha determinado mucho los discursos políticos que se tuvieron en el mes previo a las elecciones de la primera vuelta, marcando temas como posibles pactos económicos o la necesidad de aumentar las fuerzas armadas.
Milagro Económico
Durante esta campaña se ha puesto en duda el supuesto milagro económico que ha experimentado Polonia según algunos economistas en la última época, así, el descontento general, traducido en el surgimiento en muchas fuerzas de protesta como el candidato Pawel Kukiz o el Movimiento Palikot, y la escasa mejora del nivel de vida de la ciudadanía polaca han borrado esta baza para el actual presidente Komorowski en su discurso de continuidad.
Unión Europea
El descontento general vivido en Polonia, ha sido tomado por muchos como una respuesta negativa al acercamiento de las políticas de Polonia a las directrices de la Unión Europea, lo que a semejanza de otros países europeos se ha esgrimido en debates entre proeuropeos y euroescépticos.
El ganador de la primera vuelta, Andrzej Duda es un euroescéptico que aboga por no implementar la moneda única, que se supone que Polonia debía empezar a implementar para haber terminado el proceso antes del 2020. Por otro lado, el otro candidato a la segunda vuelta, Komorowski es un firme defensor de las políticas proeuropeas.

## Campaña electoral

### Campaña de la Primera Vuelta
Conforme la campaña electoral fue avanzando, la cual ha sido calificada incluso de «aburrida» por los pocos actos relevantes que hubo, a diferencia de campañas anteriores, los sondeos continuaban dando la victoria al partido gobernante conforme pasaban los días está victoria era con un menor porcentaje.
Así, si el 12 de enero de 2015 la agencia Millward Brown ofrecía un sondeo que otorgaba una victoria a la Plataforma Cívica con un 65% de los votos; el 3 de mayo la agencia Pressmix ofrecía un sondeo en el que los dos primeros partidos (Plataforma Cívica y Ley y Justicia) empataban con un 33,3% de los votos cada uno.
Aunque ese es el resultado más bajo ofrecido, todos los barómetros efectuados tras la fecha de fin en la que se podía recoger las 100 000 firmas necesarias para presentar la candidatura (que era el 26 de marzo) ofrecían victorias de la Plataforma Cívica sin llegar al 50% de votos, lo que obligaría a llevar a cabo una segunda vuelta.

#### Resultados electorales del 10 de mayo
Tras el recuento oficial, se dató la participación en apenas el 50 % de los votantes registrados. Con esta participación el candidato más votado fue Andrzej Duda con un 34,76 %; siguiéndole muy de cerca quedó el actual primer ministro Komorowski, quien obtuvo un 33,77 %. Siendo estos los dos candidatos más votados, serán los únicos posibles que podrán elegir los votantes polacos en la segunda vuelta que tendrá lugar el 24 de mayo.
Aunque el resto de candidatos está más alejado de las dos primeras fuerzas, el caso de Paweł Kukiz merece cierta relevancia, ya que se presentó a las elecciones de una manera tachada por muchas como populista, al ser un exroquero famoso, sin embargo, su programa político para estas elecciones lo han catapultado al tercer puesto con un 20,8 %, que aunque esté 13 puntos por debajo de la segunda fuerza, le coloca a la vez en 17 por encima de la cuarta. De todos los personajes que se han presentado a estas elecciones, el candidato del rock es el que ha logrado aglutinar a más gente descontenta.
El candidato del Partido Ley y Justicia, Andrzej Duda, ganador de la primera vuelta, aprovechó su increíble victoria ante el favorito Komorowski para ampliar su mensaje electoral e ir decidido a por la presidencia polaca.

“El cambio en Polonia comienza con el cambio en la presidencia”.
Andrzej Duda a sus seguidores al conocerse los resultados del 10 de mayo.

Por su parte Komorowski ofreció un discurso entre la autocrítica y el mantenimiento de la esperanza en su victoria alegando que había que seguir trabajando duro.

### Campaña de la Segunda Vuelta
Para la segunda vuelta, el candidato Komorowski ha continuado con una campaña no muy distinta a la ya iniciada en la primera vuelta.
Por su parte, Andrzej Duda, aparte de continuar con la campaña electoral de la primera vuelta, ha iniciado conversaciones con los candidatos derrotados con la finalidad de que estos puedan ayudarle a conseguir aún más apoyos entre los electores para los comicios del 24 de mayo. Entre estos candidatos derrotsados a los que ha acercado posiciones se encuentra Puwil Kukiz.
Para esta segunda vuelta, está previsto un debate polóitico entre ambos candidatos el 21 de mayo. En ese debate encararán sus programas pol´ticos para defenderlos ante su adversario. Komorowski deberá defender su política liberal y el discurso de la confrontación con Rusia en fvor de un acercamiento a Europa; mientras Duda enarbolará su discurso nacionalista (tildado por algunos como «ultra-nacionalista») de fomento a las familias y contrario al euro.

### Candidatos
Al comienzo de la precampaña electoral polaca se postularon un total de 23 candidatos a presideir la República, pero a la fecha del 26 de marzo, cuando todos tenían que tener un mínimo de 100 000 firmas que avalasen su candidatura, solo pudieron cumplirlo 11, los cuales son:
| Candidato | Candidato            | Partido                                                             | Lema | Apoyos políticos |
| --------- | -------------------- | ------------------------------------------------------------------- | --- | --- |
|           | Bronisław Komorowski | Plataforma Cívica                                                   | Seleccione el consenso y la seguridad | - Partido Democrático (demokraci.pl) - Partido Verde de la República de Polonia - Partido Demócrata (SD)                                                                                   |
|           | Andrzej Duda         | Ley y Justicia                                                      | El nombre del futuro es polaco, una vida digna en una Polonia segura.                                                                          | - Campesinos "Hubs" (Stronnictwo "Piast") - Solidaridad Polaca (Solidarna Polska: SP) - Liga de Defensa de la Soberanía (LOS) - Ala Derecha Polaca Unificada: Polonia Total (Polska Razem) |
|           | Magdalena Ogórek     | Alianza de la Izquierda Democrática                                 | Una Polonia nueva | - |
|           | Paweł Kukiz          | Independiente                                                       | ¡Tú puedes, Polonia! | - |
|           | Janusz Palikot       | Movimiento Palikot                                                  | Un Presidente activo - es posible, todo es posible: ¡Voy a pedirlos [sus votos]!                                                               | - |
|           | Grzegorz Braun       | Independiente                                                       | Aún no se ha perdido para Polonia, ni la fe, ni la familia, ni la propiedad, ni la iglesia, ni la escuela, ni el tiro, ¡se puede cambiar todo! | - |
|           | Adam Jarubas         | Partido Popular Polaco                                              | Seleccione el futuro ; Adam Jarubas - La voz de la razón                                                                                       | - Liga de las Familias Polacas |
|           | Paweł Tanajno        | Democracia Directa                                                  | ¿Qué vas a hacer cuando ganes? ¡Puedes [ganar]!                                                                                                | - Partido de las mujeres - Partia Kobiet (PK) |
|           | Janusz Korwin-Mikke  | Coalición para la Renovación de la República - Libertad y Esperanza | Para una rica y orgullosa Polonia | - Confederación de las Asociaciones de Padres en Polonia |
|           | Jacek Wilk           | Congreso de la Nueva Derecha                                        | En serio sobre Polonia | - |
|           | Marian Kowalski      | Movimiento Nacional                                                 | ¡Un hombre fuerte para épocas que precisan seres resistentes, hechos y no palabras!                                                            | - Unión de la Política Real |

### Primera vuelta
| Agencia                                                                  | Fecha del barómetro        | Indecisos |               |          |            |             |            |                     |              |                |             |              |          |            | Otros  | Diferencia (Entre el 1.º y el 2.º) |
| ------------------------------------------------------------------------ | -------------------------- | --------- | ------------- | -------- | ---------- | ----------- | ---------- | ------------------- | ------------ | -------------- | ----------- | ------------ | -------- | ---------- | ------ | ---------------------------------- |
| Agencia                                                                  | Fecha del barómetro        | Indecisos |               |          |            |             |            |                     |              |                |             |              |          |            | Otros  | Diferencia (Entre el 1.º y el 2.º) |
| Agencia                                                                  | Fecha del barómetro        | Indecisos | Komorowski PO | Duda PiS | Ogórek SLD | Jarubas PSL | Palikot TR | Korwin-Mikke KORWiN | Braun (Ind.) | Grodzka Verdes | Kowalski RN | Kukiz (Ind.) | Wilk KNP | Nowicka UP | Otros  | Diferencia (Entre el 1.º y el 2.º) |
| A pie de urna: IPSOS                                                     | 10 de mayo de 2015         | -         | 32,2%         | 34,8%    | 2,4%       | 1,6%        | 1,5%       | 4,4%                | 1,1%         | -              | 0,8%        | 20,3%        | 0,6%     | -          | 0,3%   | 2,6%                               |
| Día de las Elecciones (10 de mayo)                                       |                            |           |               |          |            |             |            |                     |              |                |             |              |          |            |        |                                    |
| IBRiS                                                                    | 8 de mayo de 2015          | 7,5%      | 39%           | 31%      | 3%         | 2%          | 1%         | 3%                  | 1%           | -              | 1%          | 19%          | 0%       | -          | 0%     | 8%                                 |
| TNS Poland                                                               | 6-7 de mayo de 2015        | 13%       | 35%           | 27%      | 3%         | 2%          | 1%         | 3%                  | 1%           | -              | 0%          | 15%          | 0%       | -          | 0%     | 8%                                 |
| Millward Brown Archivado el 19 de diciembre de 2017 en Wayback Machine.  | 7 de mayo de 2015          | 3%        | 39%           | 27%      | 4%         | 2%          | 3%         | 5%                  | 1%           | -              | 0%          | 13%          | 0%       | -          | 0%     | 12%                                |
| IBRiS Archivado el 18 de mayo de 2015 en Wayback Machine.                | 6 de mayo de 2015          | 5%        | 39,7%         | 29%      | 2,4%       | 3,2%        | 1,7%       | 4,2%                | 0,8%         | -              | 0,7%        | 14,3%        | 0%       | -          | 0,1%   | 10,7%                              |
| Pressmix                                                                 | 3 de mayo de 2015          | 5,1%      | 33,3%         | 33,3%    | 3,3%       | 1,8%        | 0,9%       | 6,6%                | 0.8%         | -              | 0,6%        | 13,7%        | 0,5%     | -          | 0,1%   | Empate                             |
| Millward Brown Archivado el 17 de febrero de 2020 en Wayback Machine.    | 13 de abril de 2015        | 7%        | 45%           | 28%      | 4%         | 2%          | 2%         | 6%                  | -            | -              | -           | 6%           | -        | -          | -      | 17%                                |
| TNS Poland                                                               | 7-8 de abril de 2015       | 13%       | 46%           | 24%      | 3%         | 1%          | 2%         | 4%                  | -            | -              | -           | 6%           | -        | -          | -      | 22%                                |
| Millward Brown                                                           | 30 de marzo de 2015        | 9%        | 42%           | 26%      | 7%         | 2%          | 3%         | 6%                  | -            | -              | 1%          | 4%           | -        | -          | -      | 16%                                |
| IBRiS                                                                    | 27-28 de marzo de 2015     | 11,1%     | 40,7%         | 26,6%    | 4,9%       | 5,1%        | 2,7%       | 4,8%                | 0,4%         | -              | 0,4%        | 3,3%         | 0%       | -          | -      | 14,1%                              |
| Fin del plazo para obtener las 100 000 firmas de aval (26 de marzo)      |                            |           |               |          |            |             |            |                     |              |                |             |              |          |            |        |                                    |
| TNS Poland                                                               | 13–18 de marzo de 2015     | 21%       | 41%           | 24%      | 6%         | 2%          | 1%         | 2%                  | -            | -              | -           | 2%           | -        | 1%         | -      | 17%                                |
| Millward Brown Archivado el 2 de abril de 2015 en Wayback Machine.       | 16 de marzo de 2015        | 2%        | 46%           | 31%      | 4%         | 1%          | 4%         | 4%                  | -            | 0%             | 1%          | 5%           | -        | 1%         | 1%     | 15%                                |
| PPW                                                                      | 9–15 de marzo de 2015      | -         | 48%           | 30%      | 4%         | 2%          | 6%         | 4%                  | -            | 1%             | 1%          | 2%           | 1%       | 0%         | 1%     | 18%                                |
| IBRiS                                                                    | 13 de marzo de 2015        | 12%       | 46%           | 26%      | 5%         | 4%          | 3%         | 3%                  | -            | -              | -           | 1%           | -        | -          | -      | 20%                                |
| TNS Poland                                                               | 10-11 de marzo de 2015     | 12%       | 45%           | 27%      | 5%         | 1%          | 1%         | 4%                  | <1%          | 1%             | <1%         | 2%           | <1%      | 1%         | 1%     | 18%                                |
| CBOS                                                                     | 5–11 de marzo de 2015      | 18%       | 52%           | 19%      | 3%         | 1%          | 2%         | 1%                  | -            | <0,5%          | <0,5%       | 2%           | -        | <0,5%      | 2%     | 33%                                |
| PPW                                                                      | 2–8 de marzo de 2015       | -         | 48%           | 28%      | 3%         | 2%          | 7%         | 4%                  | -            | 1%             | 1%          | 4%           | -        | 1%         | 1%     | 20%                                |
| Millward Brown                                                           | 2 de marzo de 2015         | 2%        | 46%           | 27%      | 8%         | 3%          | 2%         | 4%                  | -            | 1%             | 1%          | 4%           | -        | 0%         | 2%     | 19%                                |
| PPW                                                                      | 23-28 de febrero de 2015   | -         | 50%           | 28%      | 4%         | 3%          | 5%         | 3%                  | -            | 1%             | 1%          | 3%           | -        | 1%         | 1%     | 22%                                |
| Ipsos                                                                    | 25-26 de febrero de 2015   | 3,2%      | 49,7%         | 28%      | 5,7%       | 2%          | 1,4%       | 3,8%                | -            | -              | 0,7%        | 3,5%         | 0,3%     | -          | 0,5%   | 21,7%                              |
| PPW                                                                      | 16-22 de febrero de 2015   | -         | 51%           | 25%      | 4%         | 3%          | 6%         | 2%                  | -            | 1%             | 1%          | 5%           | -        | 1%         | 1%     | 26%                                |
| TNS Poland                                                               | 13-18 de febrero de 2015   | 22%       | 47%           | 17%      | 6%         | 4%          | 1%         | 1%                  | -            | 1%             | -           | 1%           | -        | -          | -      | 30%                                |
| Estymator                                                                | 15-17 de febrero de 2015   | -         | 51%           | 25%      | 8%         | 4%          | 2%         | 3%                  | 0%           | 1%             | 0%          | 5%           | 0%       | -          | -      | 26%                                |
| Millward Brown                                                           | 16 de febrero de 2015      | 5%        | 47%           | 24%      | 7%         | 2%          | 6%         | 3%                  | –            | 1%             | 0%          | 4%           | -        | -          | -      | 23%                                |
| GfK Polonia                                                              | 12-16 de febrero de 2015   | 14%       | 52%           | 20%      | 4%         | 2%          | 2%         | 2%                  | –            | -              | -           | 3%           | -        | -          | -      | 32%                                |
| IBRiS                                                                    | 12-13 de febrero de 2015   | 9%        | 49%           | 26%      | 5%         | 2%          | 2%         | 2%                  | –            | 1%             | <1%         | 3%           | <1%      | -          | -      | 23%                                |
| CBOS                                                                     | 5-11 de febrero de 2015    | 8%        | 63%           | 15%      | 3%         | 2%          | 1%         | 3%                  | –            | 1%             | -           | -            | -        | -          | 4%     | 48%                                |
| TNS Poland                                                               | 4-5 de febrero de 2015     | 11%       | 53%           | 19%      | 5%         | 2%          | 2%         | 2%                  | –            | 1%             | 1%          | -            | -        | -          | 4%e    | 34%                                |
| IBRiS Archivado el 22 de agosto de 2015 en Wayback Machine.              | 3 de febrero de 2015       | -         | 55%           | 25%      | 5%         | 1%          | 2%         | 4%                  | –            | -              | -           | -            | -        | -          | -      | 30%                                |
| Millward Brown Archivado el 24 de septiembre de 2015 en Wayback Machine. | 25 de enero de 2015        | 4%        | 62%           | 18%      | 8%         | 1%a         | 2%         | 3%                  | –            | -              | 1%          | -            | -        | -          | -      | 44%                                |
| TNS Poland Archivado el 5 de febrero de 2015 en Wayback Machine.         | 16-21 de enero de 2015     | 24%       | 52%           | 12%      | 5%         | -           | 2%         | 3%                  | –            | -              | 0%          | -            | -        | -          | -      | 40%                                |
| Ariadna Archivado el 6 de agosto de 2020 en Wayback Machine.             | 16-20 de enero de 2015     | -         | 48%           | 17%      | 7%         | 2%          | 7%         | 7%                  | –            | -              | 2%          | -            | -        | -          | 10%d   | 31%                                |
| GfK Polonia                                                              | 15-18 de enero de 2015     | 20%       | 55%           | 14%      | 4%         | -           | 2%         | 3%                  | –            | -              | -           | -            | -        | -          | -      | 41%                                |
| TNS Poland                                                               | 12-13 de enero de 2015     | 11%       | 56%           | 19%      | 6%         | 1%          | 2%         | 4%                  | –            | -              | -           | -            | -        | -          | 1%     | 37%                                |
| Millward Brown                                                           | 12 de enero de 2015        | 4%        | 65%           | 21%      | 6%         | -           | 1%         | 3%                  | –            | -              | -           | -            | -        | -          | -      | 44%                                |
| TNS Poland                                                               | 10-11 de diciembre de 2014 | 13%       | 56%           | 17%      | -          | -           | 2%         | 5%                  | –            | -              | -           | -            | -        | -          | 7%b    | 39%                                |
| IBRiS                                                                    | 4 de diciembre de 2014     | 5%        | 55,6%         | 23,1%    | -          | -           | 1,3%       | 4,8%                | 0,7%         | -              | -           | -            | -        | -          | 11,5%c | 32,5%                              |

Notas
- a El candidato del PSL todavía no había sido anunciado, se preguntó sobre el apoyo a los candidatos de los partidos.
- b Incluyendo un 4% de Ryszard Kalisz.
- c Incluyendo un 6,4% de Wojciech Olejniczak, 1,7% de Jarosław Kalinowski, 1% de Zbigniew Stonoga y un 0,4% de Mirosław Piotrowski.
- d Incluyendo un 10% de Ryszard Kalisz.
- e Incluyendo un 3% de Ryszard Kalisz.

### Segunda vuelta
| Agencia                                                                 | Fecha del barómetro     | Abstención |               |          | Indecisos |
| ----------------------------------------------------------------------- | ----------------------- | ---------- | ------------- | -------- | --------- |
| Agencia                                                                 | Fecha del barómetro     | Abstención |               |          | Indecisos |
| Agencia                                                                 | Fecha del barómetro     | Abstención | Komorowski PO | Duda PiS | Indecisos |
| IBRiS                                                                   | 14 de mayo de 2015      | -          | 43,2%         | 48%      | 6,9%      |
| Millward Brown Archivado el 26 de febrero de 2021 en Wayback Machine.   | 14 de mayo de 2015      | -          | 40%           | 44%      | 16%       |
| Día de las elecciones (10 de mayo)                                      |                         |            |               |          |           |
| Millward Brown Archivado el 19 de diciembre de 2017 en Wayback Machine. | 7 de mayo de 2015       | -          | 54%           | 41%      | 5%        |
| Millward Brown Archivado el 17 de febrero de 2020 en Wayback Machine.   | 13 de abril de 2015     | -          | 55%           | 40%      | 5%        |
| Millward Brown                                                          | 30 de marzo de 2015     | -          | 52%           | 41%      | 7%        |
| Millward Brown Archivado el 2 de abril de 2015 en Wayback Machine.      | 16 de marzo de 2015     | 4%         | 53%           | 37%      | 6%        |
| PPW                                                                     | 2–8 de marzo de 2015    | -          | 62%           | 38%      | -         |
| Millward Brown                                                          | 16 de febrero de 2015   | 10%        | 59%           | 27%      | 4%        |
| CBOS                                                                    | 5-11 de febrero de 2015 | 7%         | 65%           | 19%      | 9%        |

### Mapas electorales
Los siguientes dos mapas muestran las mayorías resultantes en cada powiat.

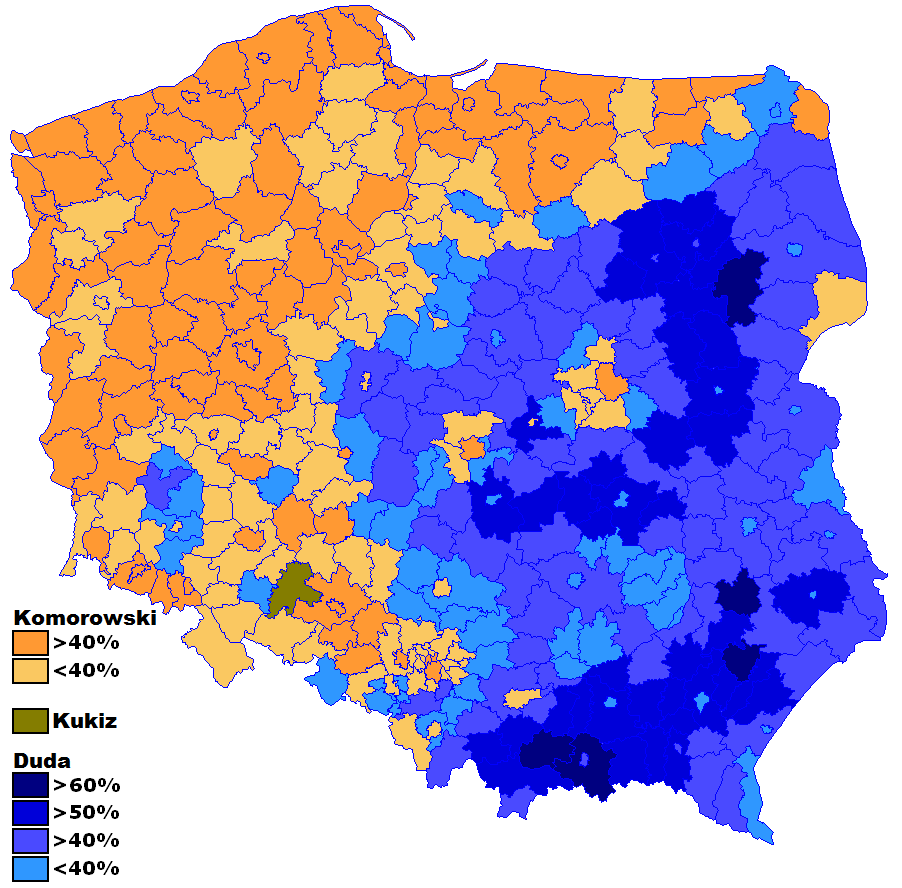
Primera vuelta (10 de mayo)
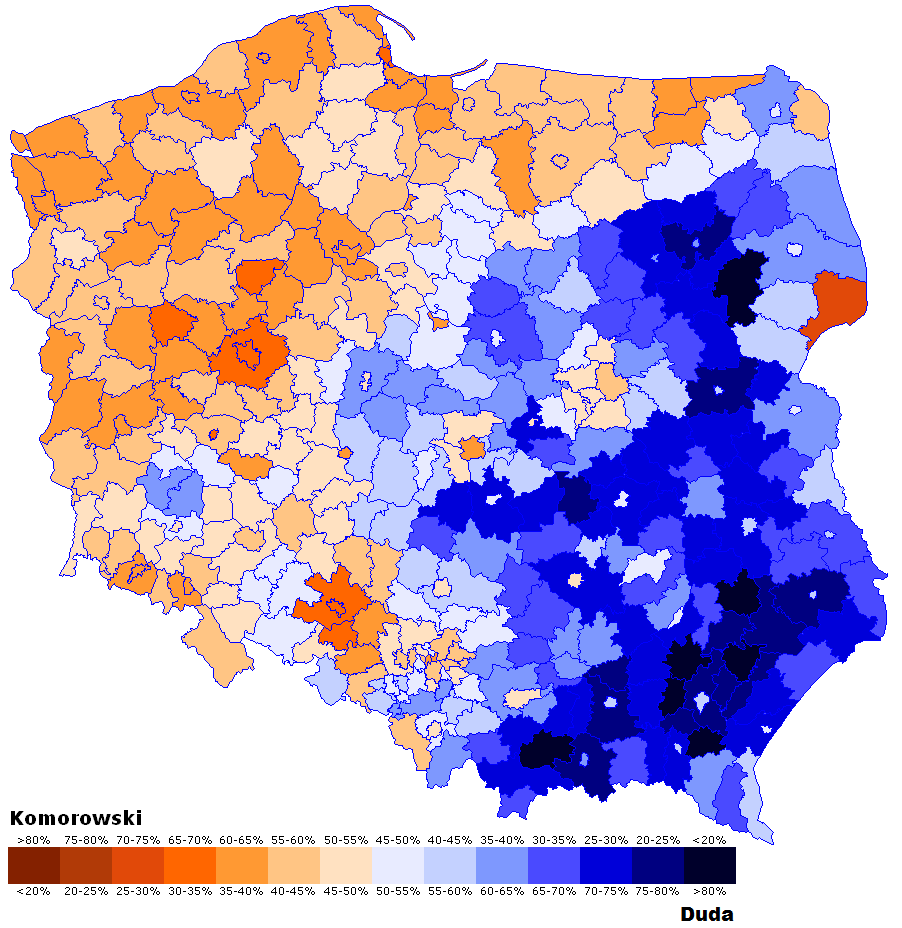
Segunda vuelta (24 de mayo)

## Resultados
| Resultados de las elecciones         |                                                                              |                |                |                |                |
| Candidato                            | Afiliación                                                                   | Primera vuelta | Primera vuelta | Segunda vuelta | Segunda vuelta |
| Candidato                            | Afiliación                                                                   | Votos          | %              | Votos          | %              |
| Andrzej Duda                         | Ley y Justicia (PiS)                                                         | 5 179 092      | 34,87          | 8 630 627      | 51,55          |
| Bronisław Komorowski                 | Independientea                                                               | 5 031 060      | 33,77          | 8 112 311      | 48,45          |
| Paweł Kukiz                          | Independiente                                                                | 3 099 079      | 20,8           |                |                |
| Janusz Korwin-Mikke                  | Coalición para la Renovación de la República - Libertad y Esperanza (KORWiN) | 486 084        | 3,26           |                |                |
| Magdalena Ogórek                     | Independienteb                                                               | 353 883        | 2,38           |                |                |
| Adam Jarubas                         | Partido Popular de Polonia (PSL)                                             | 238 761        | 1,6            |                |                |
| Janusz Palikot                       | Movimiento Palikot (Twój Ruch/RP)                                            | 211 242        | 1,42           |                |                |
| Grzegorz Braun                       | Independiente                                                                | 124 132        | 0,83           |                |                |
| Marian Kowalski                      | Movimiento Nacional (RN)                                                     | 77 630         | 0,52           |                |                |
| Jacek Wilk                           | Congreso de la Nueva Derecha (KNP)                                           | 68 186         | 0,46           |                |                |
| Paweł Tanajno                        | Democracia Directa (Demokracja Bezpośrednia/DB)                              | 29 785         | 0,2            |                |                |
| Votos en blanco y nulos              | Votos en blanco y nulos                                                      | 124 952        | –              | 250 231        | –              |
| Total                                | Total                                                                        | 15 023 886     | 100            | 16 742 938     | 100            |
| Votantes registrados y participación | Votantes registrados y participación                                         | 30 688 570     | 48,96          | 30 709 281     | 55,34          |
| Fuente: PKW                          |                                                                              |                |                |                |                |

Notas
a Aunque se presentase de forma independiente contaba con el apoyo de Plataforma Cívica (PO).

b Aunque se presentase de forma independiente contaba con el apoyo de la Alianza de la Izquierda Democrática (SLD).

### Valoraciones políticas de la primera vuelta
Tras finalizar el recuento de la primera vuelta, quedó claro que la continuidad del entonces presidente Bronislaw Komorowski iba a ser muy difícil de conseguir.
Casi todas las personalidades que se presentaron a la primera vuelta de las elecciones y perdieron prestaron apoyo a Andrzej Duda para la campaña de la segunda vuelta con el fin de no tener una continuidad del presidente Komorowski.
La mayoría de sondeos, incluso los efectuados a pie de urna comenzaron a dar la victoria al líder de Ley y Justicia, Andrzej Duda.

### Declaraciones tras el resultado definitivo
Tras una jornada electoral bastante larga en la que la participación fue algo superior a la de la primera vuelta y alguna anécdota como que las urnas de la comarca de Skoczów se tuvieron que mantener abiertas hasta las 20:30 (estaba previsto tan solo hasta las 19:00). A primeras horas de la mañana del 25 de mayo los resultados ya apuntaban la victoria de Duda.
Con la victoria definitiva de Duda por un ajustado 51,55% de los votos, el presidente saliente, Bronislaw Komorowski declaró:

“Esta vez no hemos podido. Así lo han decidido los ciudadanos de la Polonia libre y democrática.”
5º Presidente de Polonia, Bronislaw Komorowski tras su derrota en los comicios del 24 de mayo.

El nombramiento oficial de Andrzej Duda como Presidente de la República de Polonia tuvo lugar el 29 de mayo, y Duda pasó a convertirse en el 6.º Presidente de Polonia en su etapa democrática actual. También deberá cambiar su residencia por el Palacio Bellavista.